# Till Lindemann
Till Lindemann (Leipzig, 4. siječnja 1963.) je njemački glazbenik, najpoznatiji kao frontman i vodeći pjevač industrial-metal sastava Rammstein.

## Djetinjstvo
Lindemann je odrastao u Wendisch Rambowu kod Bad Kleinena u današnjem Mecklenburg-Vorpommernu. Njegov otac Werner Lindemann bio je u DR Njemačkoj vrlo poznat pisac za djecu. Njegova majka, Brigitte „Gitta“ Lindemann bila je novinarka i radila je u razdoblju od 1992. do 2002. na Norddeutscher Rundfunku (hr.: Sjevernonjemački radio) u Schwerinu kao šefica za kulturu.
Lindemann je plivao za SC Empor Rostock, plivački klub, i 1978. se natjecao na omladinskom prvenstvu Europe na 1500 metara na kojem postiže sedmo mjesto. Trebao se natjecati i na olimpijskim igreama u Moskvi 1980., što mu je onemogućeno jer je na natjecanju u Firenci bez dozvole napustio hotel. Nakon jedne ozljede okončava svoju plivačku karijeru i 1979. kreće u školu za stolara.

## Filmografija
- 1999.: Pola X
- 2002.: xXx – Triple X
- 2003: Amundsen der Pinguin
- 2004.: Vinzent